# 蟇目良
蟇目 亮（ひきめ りょう、1948年11月24日 - 2020年12月16日）は、日本のファッションモデル、俳優、タレント。旧芸名は蟇目 良（読み同じ）。ヘリンボーン所属。

## 略歴
新潟県出身。ロシア人の父と日本人の母との間に生まれた。1歳から13歳まで宮城県で、以降は神奈川県で育った。栄光学園中学校・高等学校を経て、上智大学外国語学部ドイツ語学科卒業。
スカウトを受け、1968年に「アダムス・ファッション」（現・アダムス）よりデビュー。当時はファッション業界で混血モデルの需要が高く、1966年デビューの森富雄、本田恒雄、柳田博光、1967年デビューの山野俊也、長沼淳、村田秀雄（のちの団次郎）、横山出世（のちの横山了）、蟇目と同世代で当時同じ所属事務所だった横田嘉臣（のちの横田臣）、ジミー・レノンらとともに活躍した。
そのかたわら、1975年に俳優としてデビューし、タレントとしてバラエティ番組などにも出演した。特に、白人の面差しを生かした1977年の連続テレビ小説『風見鶏』（NHK総合テレビ）でのドイツ人役でお茶の間に広く知られるようになった。1979年4月から1981年1月まで1年9か月の間、クイズ番組「連想ゲーム」（NHK総合テレビ）の男性（白組）5枠解答者としてレギュラー出演した。
1990年代初頭に一線を退き、会社員となったが、退職後にモデルとして復帰した。
2020年12月16日に前立腺がんで死去していたことがわかった。72歳没。

## 出演

### 映画
- 配達されない三通の手紙（1979年、松竹）

### テレビドラマ
- 白い地平線 第6話「わが子よ」・第7話「父の噂」（1975年、TBSテレビ系列） - ロベルト・ヒメネス
- ザ★ゴリラ7 第21話（1975年、NETテレビ）
- 五街道まっしぐら! 第5話「赤鬼が棲む妙高山」（1976年、NETテレビ）
- 風見鶏（1977年、NHK総合テレビジョン） - ブルックマイヤー、アウグスト（二役）
- おはなちゃん繁昌記（1978年、テレビ朝日系列） - 立花隆之介
- 春の海鳴り（1978年、毎日放送・TBSテレビ系列）
- 祭が終ったとき（1979年、テレビ朝日系列）
- 大江戸捜査網 第390話「腰抜け侍 怒りの封印刀」（1979年、テレビ東京） - 柏原彦四郎
- 土曜ワイド劇場（テレビ朝日系列）
  - 怪奇シリーズ第1夜「生きていた死美人 病院偽装殺人」（1979年8月25日） - 菅英一
  - 競作推理シリーズ(3) 「複合誘拐 女子大生の身代金」（1981年12月26日）
  - 女弁護士 朝吹里矢子 第6作「レイプされた恋人」（1982年4月24日） - 加藤
- 87分署シリーズ・裸の街 （1980年、フジテレビ系列） - 香取健
- ぼくとマリの時間旅行（1980年、NHK総合テレビジョン）- 時間管理局東京支部長
- 木曜ゴールデンドラマ「あらたなる旅立ち 妻よ子よありがとう」（1980年10月2日、日本テレビ系列）
- 愛が裁かれるとき（1980年、NHK総合テレビジョン）
- 玉ねぎむいたら… 第10話（1980年、TBSテレビ系列） - 飯田タクヤ
- ああ嫁姑II 第12話「姑の自立」（1985年、毎日放送・TBS系列）
- ベッドのおとぎばなし（1988年、テレビ朝日系列）

### テレビバラエティ・報道番組等
- 欽ちゃんのどこまでやるの!（1976年 - 1986年、テレビ朝日系列）
- 暮らしのワイド リビングポート（1978年 - 1979年、テレビ神奈川） - 金曜司会
- ベスト30歌謡曲（1979年1月 - 3月、テレビ朝日）
- 連想ゲーム（1979年4月 - 1981年1月、NHK総合テレビジョン） - レギュラー回答者・白組5枠
- 料理天国（1980年 - 1982年、TBSテレビ） - 「味は道づれ」コーナー担当レポーター
- CNNデイウォッチ（1989年、テレビ朝日系列） - 日曜キャスター
- 宇宙からの贈りもの ボイジャー航海者たち（1992年2月15日、TBSテレビ系列） - ナレーター[4]

### テレビCM
- キヤノン・FT「ウミネコ編[5]」「目に映る、シャッターを押す 編[6]」（1969年）
- マックスファクター
- 日産・スカイライン「愛のスカイライン」シリーズ
- ダイエー「紳士服ロベルト」

### 舞台
- 風見鶏（日本劇場、1978年3月3日 - 1978年3月26日） - 岡崎友紀主演版。岡崎以外の主要メンバーはテレビ版と同じ俳優が演じた。
- ラ・カージュ・オ・フォール（日生劇場、1985年初演 - 1987年） - ジャコブ役

## ディスコグラフィ
シングルレコード
- ちょっと待って下さい / 愛の世界 （1971年、テイチク、SN-1203） - 日産・スカイラインCMソング
- 今からでも遅くはない / 金色のバラ （1972年、テイチク SN-1248）
- 航海日誌 / FIN… (1978年、ディスコメイトレコード DSK-125)